# Ion nitrénium

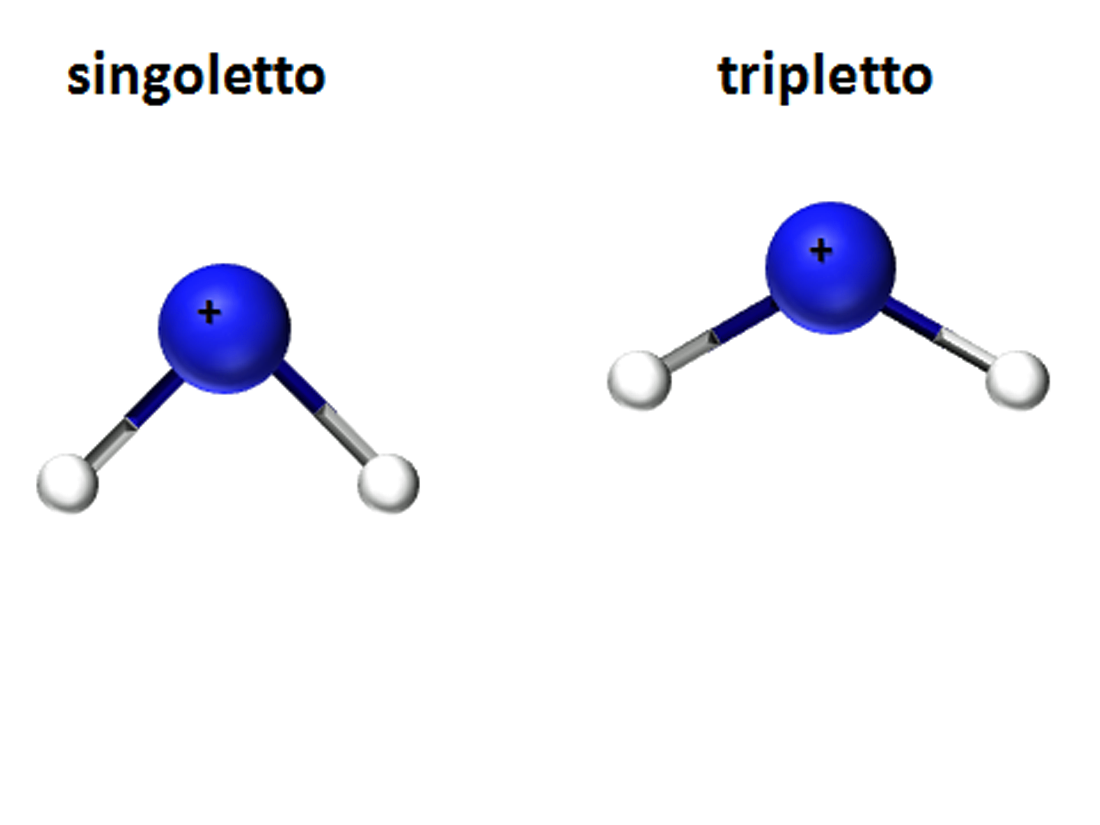
Représentation de l'ion nitrénium.

L'ion nitrénium (H2N+) et ses dérivés substitués (R2N+) sont des composés organiques azotés, dans lesquels l'atome d'azote possède une charge positive et un doublet électronique. De par leur structure, ils sont fortement instables et ne sont donc que des intermédiaires réactionnels. On les appelle aussi « ions aminylium » ou encore « ions imidonium », mais ce dernier terme est jugé obsolète.
Les ions nitrénium sont isoélectroniques aux carbènes et peuvent exister soit à l'état singulet, soit à l'état triplet. L'ion nitrénium, NH2+, a un état fondamental triplet, qui possède un écart de 30 kcal/mol avec le plus bas état singulet. À l'inverse, la plupart des ions arylnitrénium ont un état de base singulet. Certains ions arylnitrénium substitués ont cependant un état fondamental triplet.
Les ions nitrénium sont des intermédiaires de réactions organiques, par exemple dans le réarrangement de Bamberger. Ils peuvent aussi jouer le rôle d'électrophiles dans les substitutions électrophiles aromatiques.
Les ions nitrénium peuvent avoir une durée de vie d'une microseconde ou plus dans l'eau. Ils peuvent aussi être exploités pour des processus synthétiques.
Les ions arylnitrénium font l'objet de plusieurs recherches de par leur rôle dans certains processus endommageant l'ADN.
Les ions nitrénium provenant du métabolisme de la clozapine, un antipsychotique de deuxième génération prescrit dans les schizophrénies réfractaires, peuvent se lier aux granulocytes neutrophiles et à d'autres lymphocytes et engendrer une grave agranulocytose (via une apoptose de ces cellules), d'où la surveillance étroite hebdomadaire puis mensuelle liée à cette molécule via la prescription d'une NFS à réaliser en laboratoire de biologie médicale.